# Lsof
Az lsof parancs (a  "list open files" rövidítésből ered) számos Unix-szerű rendszerben használt parancs, mely kilistázza az összes megnyitott állományt és a futó folyamatokat.

## Példa
```
# lsof /var
COMMAND     
PID
     USER   FD   TYPE DEVICE SIZE/OFF     NODE NAME
syslogd     350     root    5w  VREG  222,5        0 440818 /var/adm/messages
syslogd     350     root    6w  VREG  222,5   339098   6248 /var/log/syslog
cron        353     root  cwd   VDIR  222,5      512 254550 /var—atjobs
```